# Бюси-ле-Лон
Бюси-ле-Ло́н (фр. Bucy-le-Long) — коммуна во Франции, находится в регионе Пикардия. Департамент коммуны — Эна. Входит в состав кантона Фер-ан-Тарденуа. Округ коммуны — Суасон.
Код INSEE коммуны — 02131.

## Население
Население коммуны на 2010 год составляло 1955 человек.
| 1962 | 1968 | 1975 | 1982 | 1990 | 1999 | 2010 |
| ---- | ---- | ---- | ---- | ---- | ---- | ---- |
| 1214 | 1387 | 1661 | 1801 | 1841 | 1958 | 1955 |

## Экономика
В 2010 году среди 1252 человек трудоспособного возраста (15—64 лет) 904 были экономически активными, 348 — неактивными (показатель активности — 72,2 %, в 1999 году было 71,2 %). Из 904 активных жителей работали 834 человека (438 мужчин и 396 женщин), безработных было 70 (31 мужчина и 39 женщин). Среди 348 неактивных 136 человек были учениками или студентами, 133 — пенсионерами, 79 были неактивными по другим причинам.